# Каникулы президента
«Каникулы президента» — российский комедийный фильм режиссёра Ильи Шерстобитова. Премьера в России состоялась 29 марта 2018 года.
Слоган фильма: «Есть дороги, а есть пути!».

## Сюжет
Устав от рутины и фейковой реальности, Президент Российской Федерации решает взять неделю каникул, он намерен отдохнуть в Крыму инкогнито. Руководство Федеральной службы охраны категорически предупреждено: «Встретимся через неделю. Если, не дай бог, встретимся раньше, пеняйте на себя». Приглашённый мастер-гримёр накладывает Президенту многодневный грим, способный выдержать всё, кроме солёной морской воды. Перебрав несколько предложенных вариантов, Президент останавливается на облике типичного «простого парня из народа».
Проблема в том, что в качестве модели гримёры использовали образ с обложки журнала — некий Валера из Боровска прославился на всю страну тем, что набрал 40 кредитов. Теперь Валера вынужден скрываться от коллекторов, пытающихся принудить его к возврату денег; мама (инициалы матери и сына очень удачно совпадают) отдаёт ему свою льготную собесовскую путёвку в санаторий «Золотой колос», и Валера летит в Крым.
Президентская охрана, которая, несмотря на прямой запрет, пытается всё-таки по возможности незаметно, но максимально добросовестно выполнять свои обязанности, теряет свой объект в аэропорту и случайно переключается на Валеру. На регулярный рейс в пожарном порядке вызывается экипаж президентского авиаотряда, салон эконом-класса заполняют плечистые молодые люди в одинаковых гавайских рубашках, всем остальным пассажирам объявлено, что рейс отменён по неизвестным причинам, в Крыму спешно изготовленная вывеска «Золотой Колос» вешается на один из самых фешенебельных и дорогих отелей полуострова.
Загримированный президент, только что купивший билет на тот самый «отменённый» рейс, на площади перед зданием аэропорта помогает завести машину молодой учительнице Зине, у которой «тоже» сорвалась поездка в Крым: её бывший бойфренд нашёл деньги, которые она целый год копила на отпуск, и просадил их в тотализаторе. Слово за слово, они договариваются помочь друг другу — «Владимир Семёнович», которого охрана снабдила годовой зарплатой квалифицированного работника, оплачивает дорогу: бензин, питание и жильё, а Зина везёт попутчика в Крым и «показывает ему страну».
Пока Валера наслаждается президентским сервисом, попутно озвучивая своё мнение по вопросам внешней и внутренней политики (немедленно передаваемое охраной Правительству и принимаемое к неуклонному руководству и исполнению) и выигрывая во всех конкурсах и викторинах, в том числе миллион рублей в «Кто хочет стать миллионером», настоящий глава государства погружается в реальную жизнь, заново знакомясь с Родиной, которую он «18 лет не видел», и прилежно фиксируя в блокноте многочисленные особенности и детали совместного путешествия.
Прошла неделя. Президент Российской Федерации возвращается к работе. У него в блокноте накопилось очень много вопросов к подчинённым…

## Съёмки
Работа над картиной началась в Москве, а далее маршрут съёмочной группы пролегал по трассе М-4 «Дон» через Подмосковье, Тулу, Воронеж, Ростов-на-Дону, Займо-Обрыв, Анапу, Бахчисарай и Ялту. Отель «Mriya» в Ялте стал санаторием «Золотой колос».
Премьера фильма была назначена на 18 января 2018 года, но её перенесли на 29 марта 2018 года из-за президентских выборов.

## В ролях
- Олег Васильков — Валера из Боровска / «Владимир Семёнович Утин», загримированный президент
- Анна Цуканова-Котт — Зина, учительница
- Настасья Самбурская — Даша Гагарина, офицер полиции, привлечённая к сопровождению президента
- Дмитрий Грачёв — президент Владимир Путин
- Татьяна Орлова — мама Валеры
- Евгений Сидихин — генерал ФСО
- Сергей Стёпин — полковник ФСО
- Сергей Рудзевич — подполковник ФСО
- Кирилл Васильев — майор ФСО
- Роза Хайруллина — старушка, у которой сын уехал в Ленинград
- Гоша Куценко — президент в пробном гриме
- Дмитрий Дибров — президент в пробном гриме / в роли самого себя
- Александр Рапопорт — режиссёр
- Александр Самойленко — Анатолий Степанович Романов, казачий атаман
- Владимир Паршенков — казак
- Николай Мулаков — Вася, казак
- Ольга Андрианова — новый директор отеля «Золотой колос»
- Елена Коренева — Наталья Петровна, мама Зины
- Владимир Носик — Сергей Иванович, отчим Зины
- Виктор Мютников — священник в Москве
- Александр Шаляпин — священник Никодим
- Михаил Довженко — диктор